# Synaldis concolor
Synaldis concolor är en stekelart som först beskrevs av Christian Gottfried Daniel Nees von Esenbeck 1812.  Synaldis concolor ingår i släktet Synaldis och familjen bracksteklar. Arten är reproducerande i Sverige. Inga underarter finns listade i Catalogue of Life.